# Église Saint-Saturnin de Nissan-lez-Enserune
Pour les articles homonymes, voir Église Saint-Saturnin.
L'église Saint-Saturnin est une église catholique située à Nissan-lez-Enserune, dans le département français de l'Hérault et la région Occitanie.

## Description
Ancienne église d'un prieuré relevant de l'abbaye de Psalmodie, dont l'édification qui aboutit à son aspect actuel s'étale sur plusieurs siècles, elle est classée monument historique.
Le tombeau des Prieurs est situé dans le chœur de l'édifice, vers le nord, sous une pierre du dallage gravée d'une croix. Quelques vestiges du Prieuré sont encore visibles dans la cour du presbytère et à l'ouest de l'édifice.
Grâce au chanoine Joseph Giry, elle abrite des œuvres d'art, parmi lesquelles les fonts baptismaux, réutilisés dans une reconstitution de baptistère, à l'ouest, une table d'autel wisigothique et une table d'autel carolingienne à lobes, caractéristique de la production de la Narbonnaise et de Catalogne.
Sur le mur sud-est du transept, est préservée la fresque du Couronnement de la Vierge avec des anges musiciens (XIVe siècle). La voûte qui précède cette chapelle porte la trace des symboles des quatre Évangélistes, en partie effacés.
Les grandes orgues, construites en 1834 par Prosper-Antoine Moitessier, sont classées MH depuis 1984. Elles proviennent de la chapelle des Visitandines de Montpellier et constituent l'un des premiers ouvrages du facteur dans la région. Détériorées et vidées d'une partie de leur tuyauterie, elles ont été transférées à Nissan et partiellement complétées en 1965. Leur double buffet - grand corps et positif dorsal, sa réplique en réduction - est réalisé dans les tons acajou et or. Le grand corps est doté de joues ornementales monumentales. Sa structure est encore classique, mais sa décoration utilise des éléments empire (palmettes), Louis-Philippe et déjà néo-gothique (clochetons couronnant les tourelles).

## Protection
L'église fait l’objet d'un classement au titre des monuments historiques depuis le 16 février 1965 et d’une inscription depuis le 23 novembre 1982,.

## Galerie

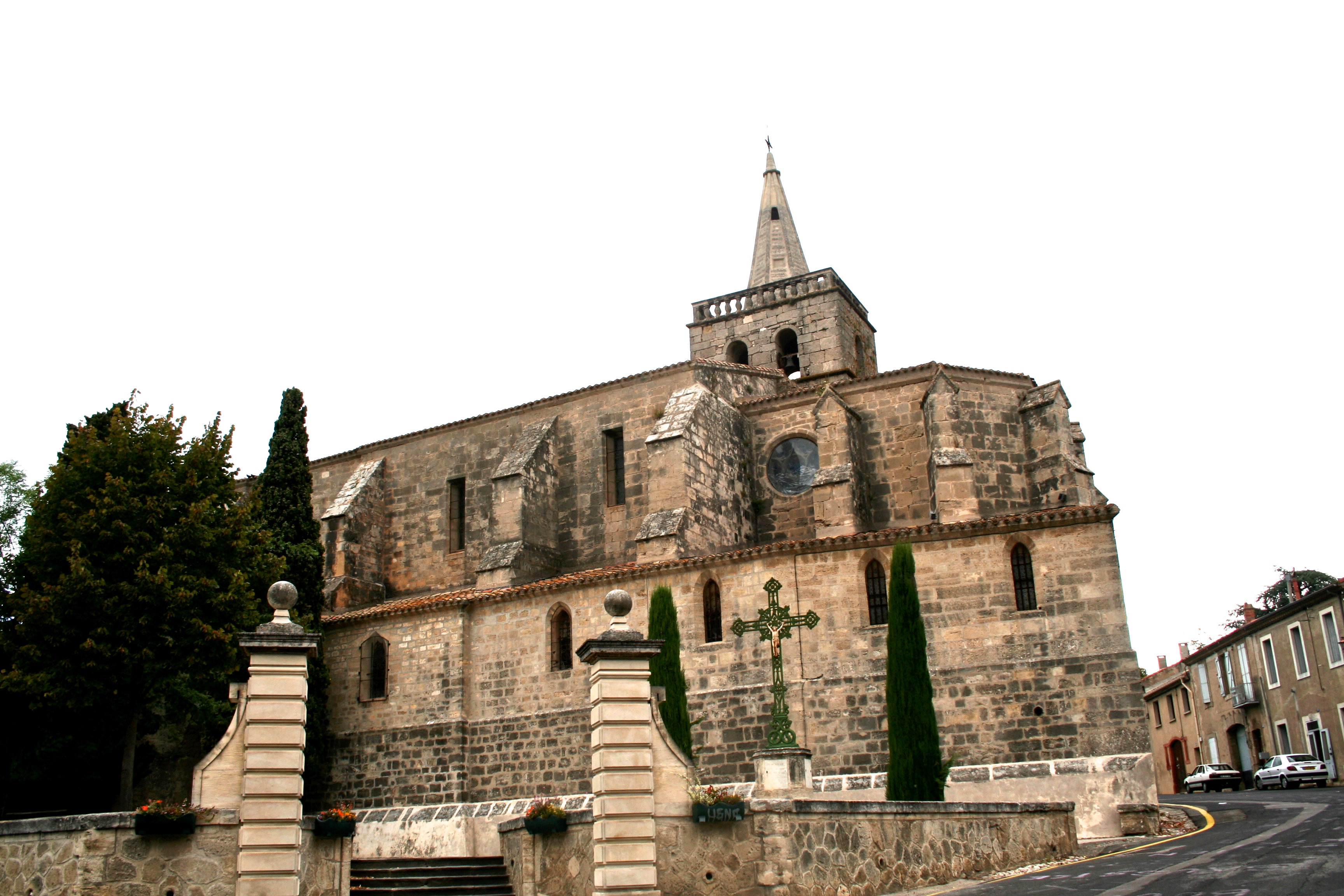
Façade méridionale.
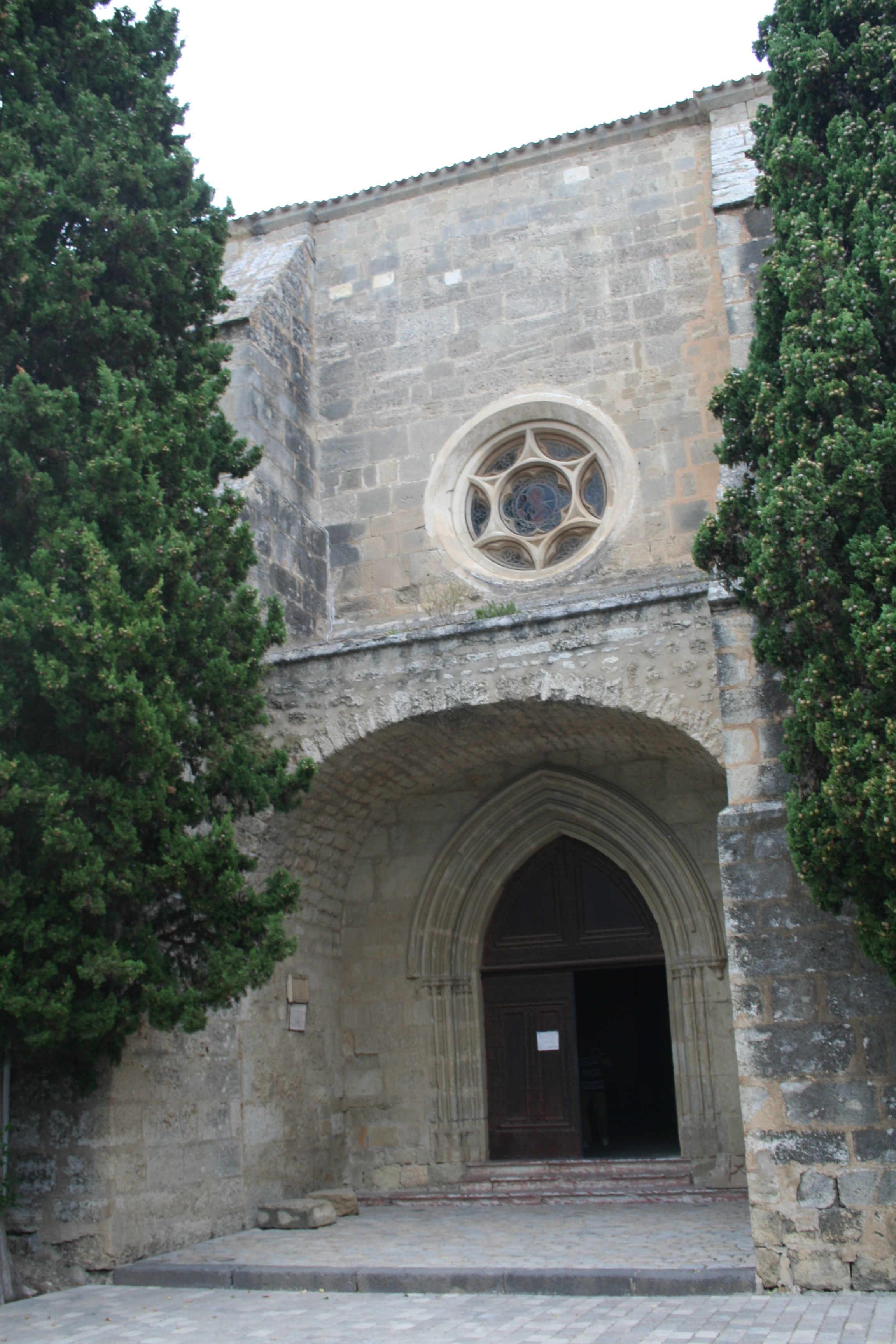
Portail.
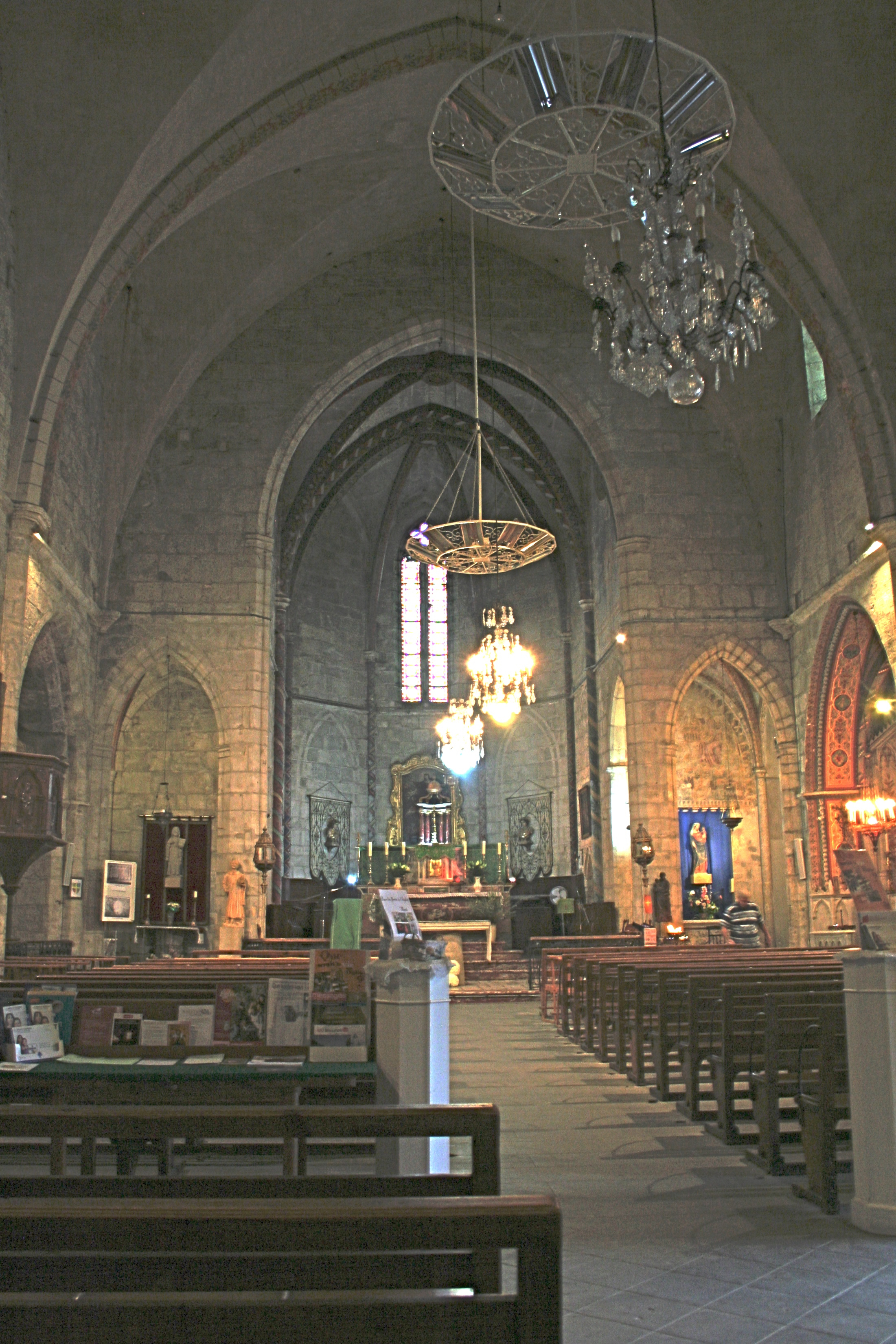
Nef.
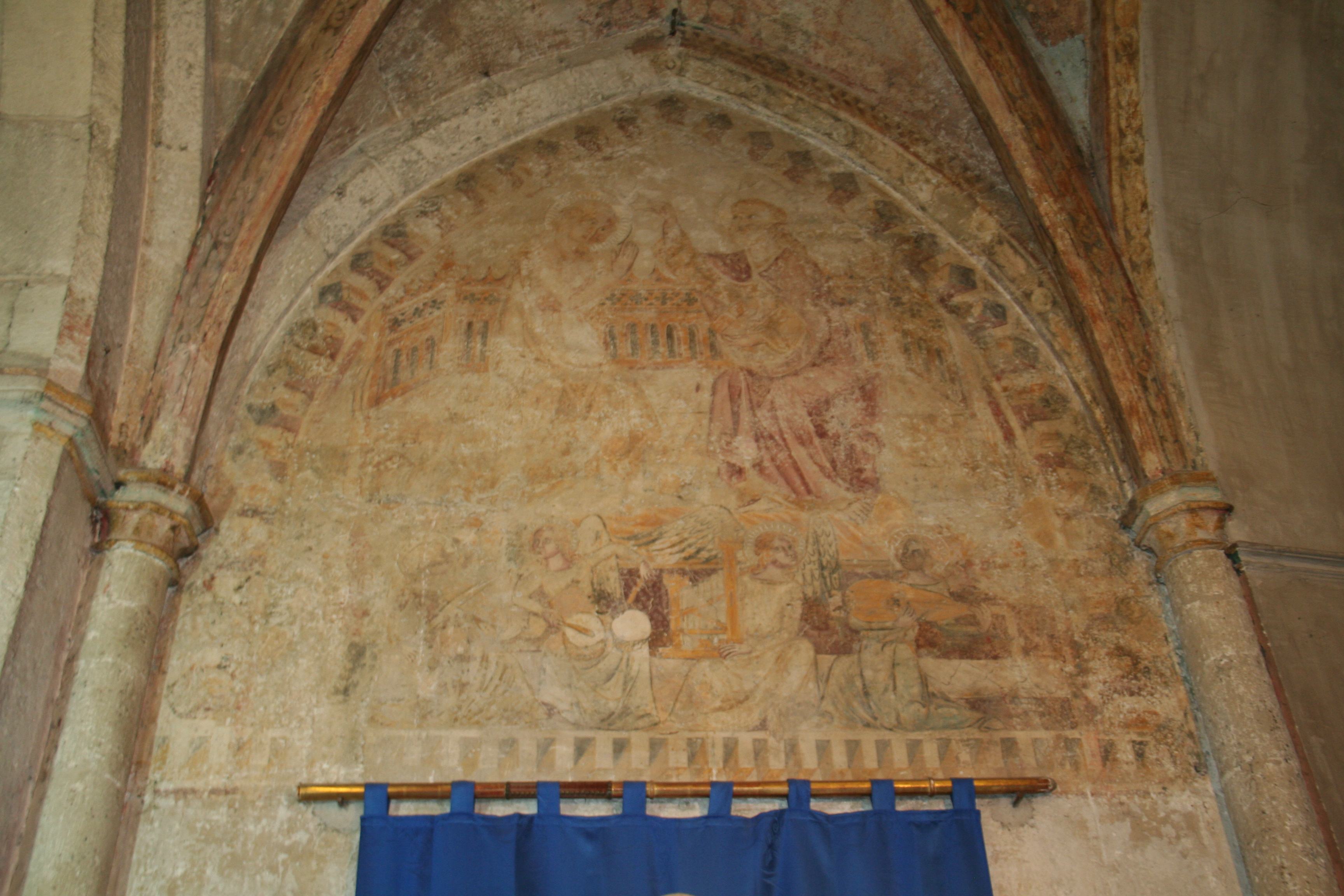
Fresque.
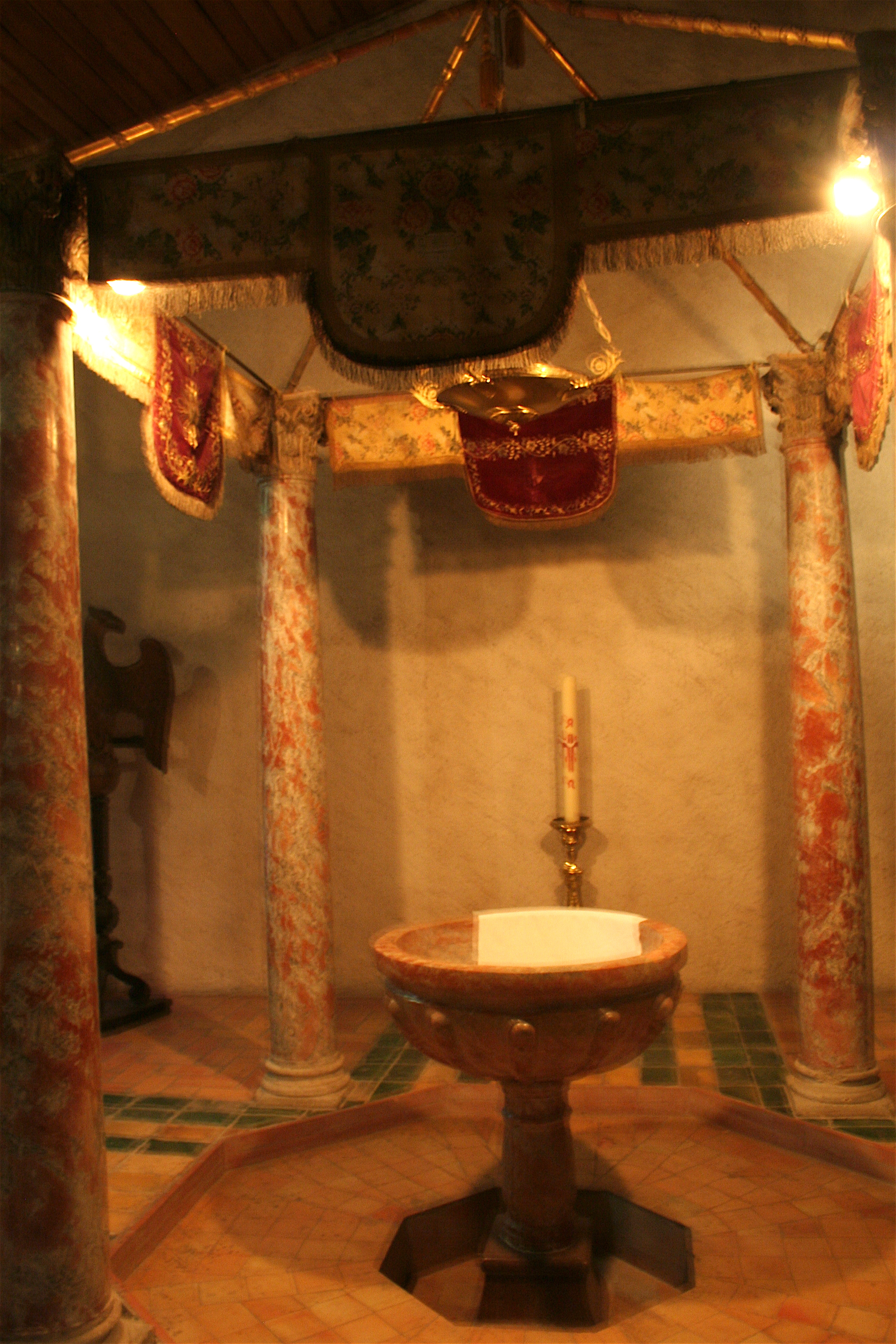
Fonts baptismaux.